# Marienplatz (München)

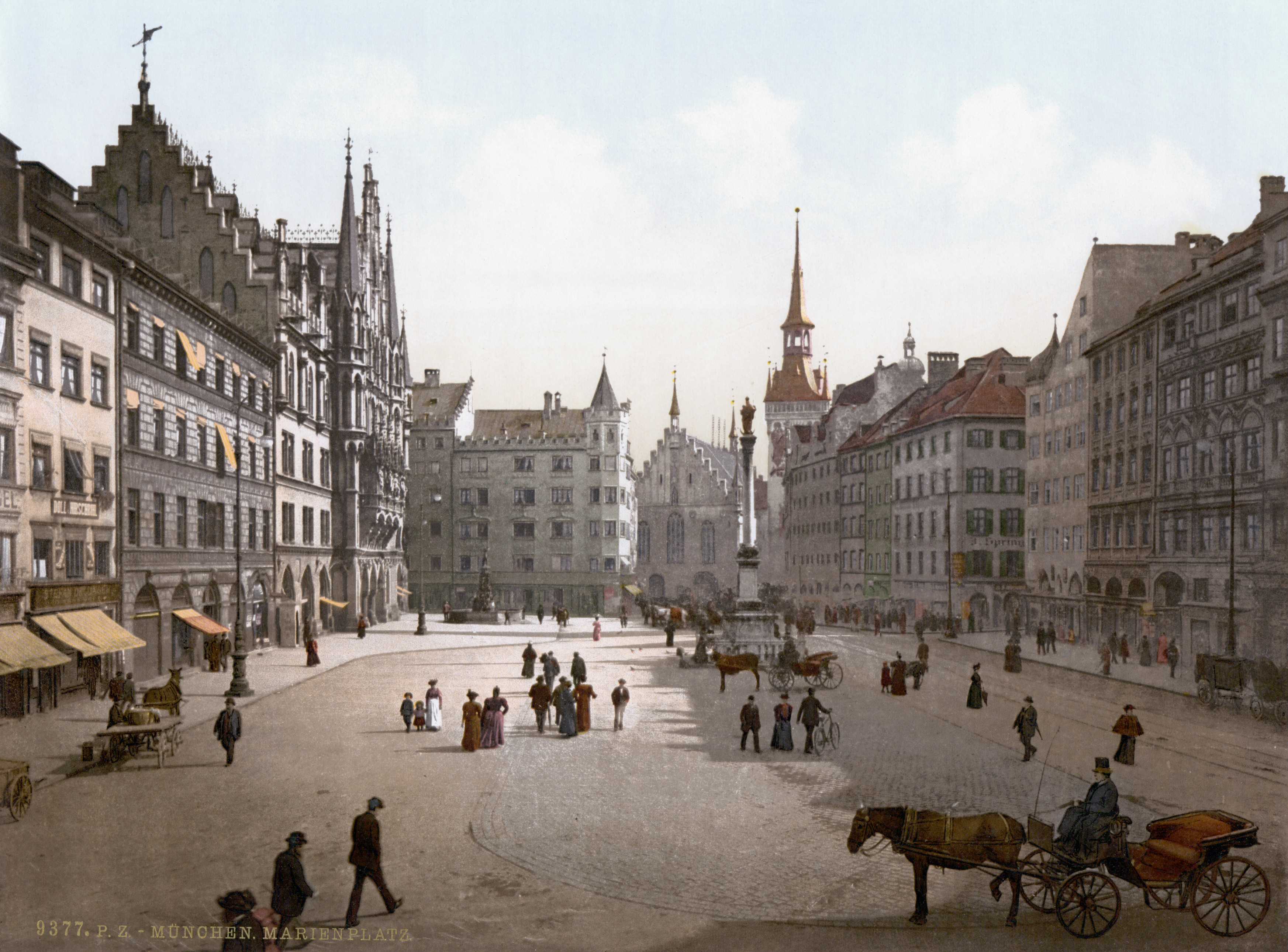
Marienplatz um 1900

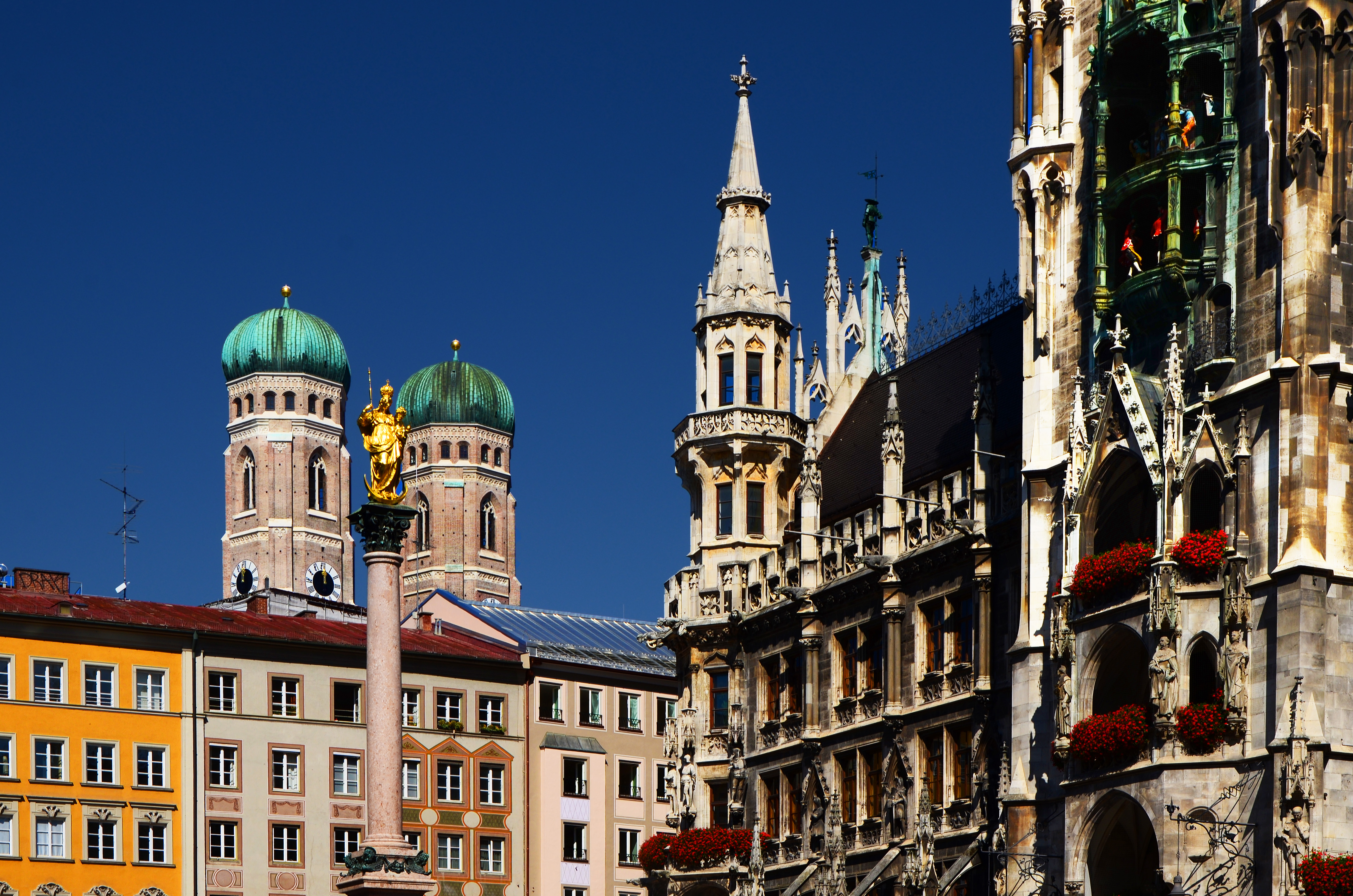
Marienplatz mit Blick auf die Frauenkirche, die Mariensäule und das Neue Rathaus

Der Marienplatz ist der zentrale Platz der Münchner Innenstadt und Teil der Fußgängerzone.

## Lage
Der Marienplatz liegt in der Altstadt am Kreuzungspunkt der beiden Hauptachsen, der Ost-West-Achse zwischen Isartor und Karlstor, die Teil der Salzstraße von Salzburg bzw. Reichenhall über Landsberg am Lech in die Schweiz war, und der Süd-Nord-Achse zwischen Sendlinger Tor und dem im 19. Jahrhundert abgebrochenen Schwabinger Tor an der Stelle des heutigen Odeonsplatzes. Im Norden wird er vom Neuen Rathaus begrenzt, im Osten vom Alten Rathaus, die Süd- und Westseite bilden Kaufhäuser und sonstige Geschäftshäuser, oft mit Gastronomie. Er ist gut 100 Meter lang und etwa 50 Meter breit.

## Geschichte

Michael Wening:
Der Markt zu München

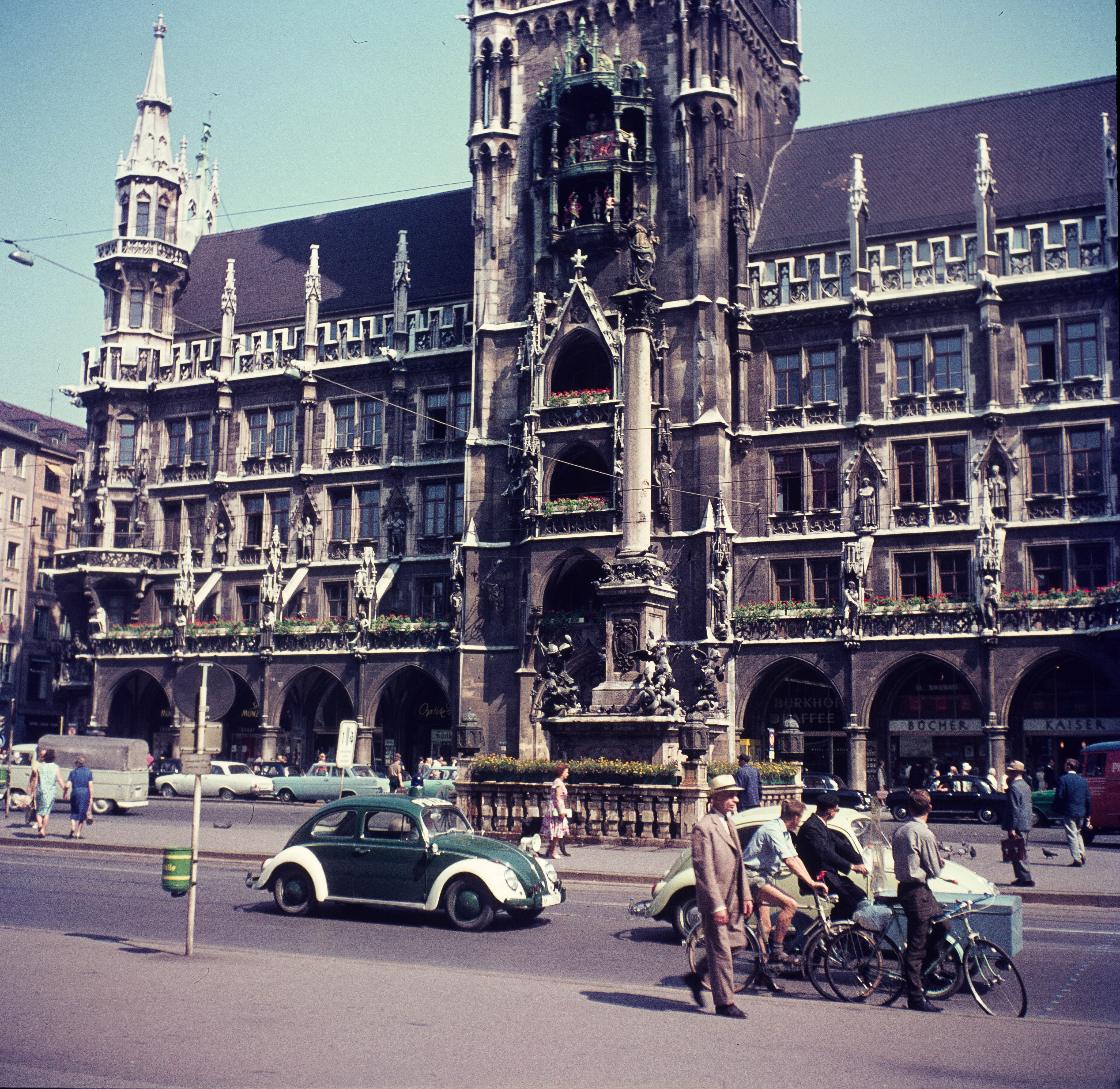
Der Marienplatz München im Jahr 1964

Seit der Gründung Münchens 1158 durch Heinrich den Löwen ist der Marienplatz Zentrum und Herz der Stadt. Hier trafen sich die beiden Hauptstraßen, so dass er über alle Jahrhunderte hinweg bestimmend für die Stadtentwicklung und das Leben war und ist. Bis heute ist der Marienplatz Münchens urbane Mitte.
1315 verlieh der spätere Kaiser Ludwig der Bayer München die Marktfreiheit mit der Auflage, dass der damals Marktplatz genannte Marienplatz „auf ewige Zeiten“ hin unbebaut bleibe. So waren hier von Anfang an verschiedene Märkte für Eier, Getreide, Wein und Fisch, so dass der Marienplatz über Jahrhunderte hinweg einfach nur „Markt“ oder „Platz“ hieß. Als auf dem Marktplatz vor allem Getreide verkauft wurde, nannte man ihn auch Schrannenplatz, wobei in der Nordostecke am heutigen Fischbrunnen traditionell der Fischmarkt gehalten wurde.
Der Platz war auch Hinrichtungsstätte und diente sowohl Ritterturnieren als auch als festlicher Empfangsraum der Stadt, beispielsweise bei den Kaiserbesuchen im 15. und 16. Jahrhundert. Erst 1481 wurden die sich auf dem Platz befindenden Gebäude (darunter eine Kapelle) abgerissen, es entstand somit ein rechteckiger freier Platz.
1566 wurde der Marienplatz durch den Bau der Landschaftshäuser, in denen die Vertreter der Stände und Landschaften beim bayerischen Herzog ihren Sitz hatten, zu einem politischen Wirkungsort, der er bis heute geblieben ist. Die politische Bedeutung des Marienplatzes wurde auch intensiv mit religiösen Motiven verknüpft. 1638 ließ Kurfürst Maximilian I. zum Dank für die Schonung der Stadt während der schwedischen Besatzung im Dreißigjährigen Krieg die Mariensäule auf dem damals Marktplatz genannten Marienplatz errichten. Was heute ein Wahrzeichen Münchens ist, war damals für die Münchner Bürger ein Affront, denn aufgrund des königlichen Gunstbriefs von 1315 war der Marienplatz zur „Freiung“ erklärt worden und damit als stadteigenes Territorium verstanden worden. Durch dieses regelmäßig erneuerte Privileg war nur die Stadt München berechtigt, den Platz zu bebauen. Somit zeigte der Fürst mit dieser Handlung nicht nur seinen religionspolitischen Erfolg, sondern er vereinnahmte damit auch dauerhaft das Zentrum städtischer Hoheit. Nach Westen schloss seit 1769 den Markt das Haus mit der alten Hauptwache, das sogenannte Thomass-Eck, von Cuvilliés dem Jüngeren ab.
Nachdem der Getreidemarkt 1853 zur Schrannenhalle an der Blumenstraße verlegt worden war, wurde der Schrannenplatz ab 9. Oktober 1854 Marienplatz genannt. Damit wollte der Magistrat die Stadt München der Patrona Bavariae anvertrauen und so die Stadt vor einer im Juli 1854 ausgebrochenen Cholera-Epidemie retten. Ab 1888 verkehrten auf dem Marienplatz Straßenbahnen.
Die nächste große Veränderung brachte der Bau des Neuen Rathauses an der Nordseite des Platzes, der zwischen 1867 und 1909 in drei Abschnitten erfolgte. Insgesamt 21 Bürgerhäuser, deren Laubengänge und feine Stuckfassenden den Marienplatz bis dahin geprägt hatten, mussten dem neugotischen Kolossalbau des Architekten Georg von Hauberrisser weichen. Darunter war auch das Regierungsgebäude der Landschaftshäuser.
Im Zweiten Weltkrieg wurde die Bebauung rund um den Marienplatz schwer in Mitleidenschaft gezogen. Nun gingen auch die historischen Gebäude auf der Südseite verloren, darunter auch der „Peterhof“ mit seiner feinen barocken Giebelfassade. Die Ruinen an der Südseite des Platzes wurden in der Folge abgerissen und die Baulinie zum Teil um mehrere Meter zurück versetzt, um vor allem im Osten des Platzes mehr Raum zu schaffen. An Stelle des Peterhofs entstand das später mehrfach umgebaute Haus Hugendubel. Für den Bau des Kaufhofs in den 1970er Jahren musste noch das reich verzierte Roman-Mayr-Haus der vorangegangenen Jahrhundertwende weichen.
Eine entscheidende Veränderung erfuhr der Marienplatz durch den Bau der Fußgängerzone, die 1972 ihrer Bestimmung übergeben wurde. Vom Individualverkehr befreit, ist der Marienplatz wieder die urbane Mitte Münchens. Hierbei wurde die Mariensäule mehr in die Platzmitte versetzt. Anlässlich der Olympischen Spiele baute Erwin Schleich 1971 bis 1974 neben dem Alten Rathaus einen Turm nach dem Erscheinungsbild von 1462. Der ursprüngliche Turm des Alten Rathauses war im Zweiten Weltkrieg zerstört worden.

## Mittelpunkt der Entfernungsmessung

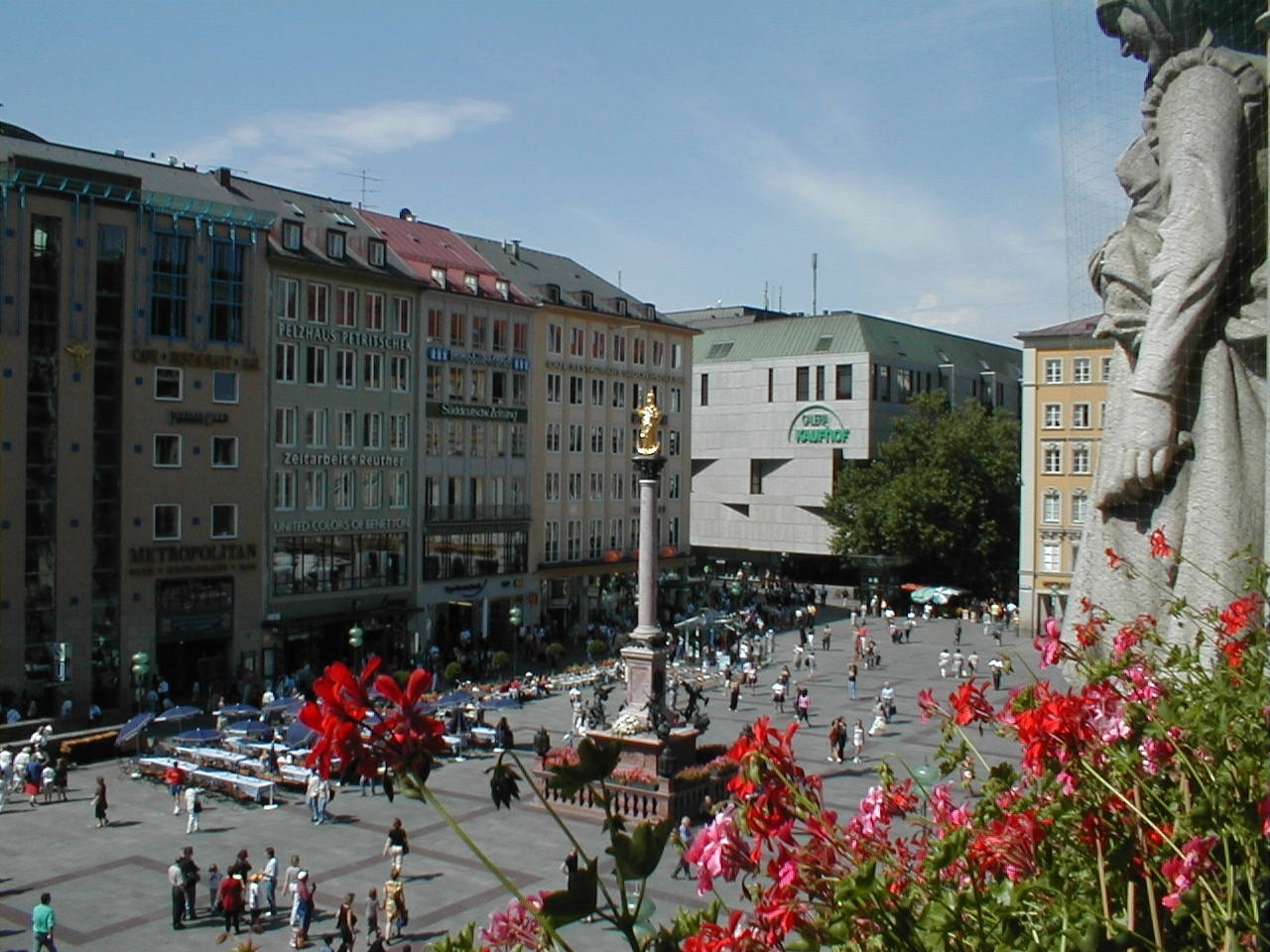
Marienplatz München

Im 19. Jahrhundert bezogen sich Entfernungsangaben nach München auf die Mariensäule. Auch die Häusernummerierung der einzelnen Straßen beginnen an dem relativ zum Marienplatz nächsten Punkt mit Hausnummer 1; hier ist der Gedanke der sternförmigen Stadtentwicklung des 19. Jahrhunderts noch erkennbar. Ausnahmen sind Straßen ohne relativen nächsten Punkt zum Marienplatz (z. B. Ringstraßen).

## Verkehr
Der Marienplatz ist heute Zentrum der Fußgängerzone und somit vollständig ohne Verkehr von Autos. Die ursprüngliche Durchfahrt vom Oberanger zur Dienerstraße ist heute Fahrradstraße, die allerdings mehr den Charakter einer Feuerwehrzufahrt zur Fußgängerzone mit Funktionen für Fahrrad, Bus und Taxi besitzt.
Für den öffentlichen Nahverkehr ging 1971 (U-Bahn) bzw. 1972 (S-Bahn) unter dem Marienplatz der U- und S-Bahnhof Marienplatz in Betrieb. Auf vier Ebenen ist hier ein unterirdischer Kreuzungsbahnhof von in Ost-West-Richtung verlaufender S-Bahn-Stammstrecke und der U-Bahn-Durchmesserlinie U3/6 in Nord-Süd-Richtung entstanden. Der Bahnhof Marienplatz ist eine der wichtigsten Umsteigestationen Münchens und wurde 2006 im Rahmen der WM-Vorbereitungen um zwei Stollen zwischen U-Bahn und S-Bahn erweitert. Der U-Bahnhof mit Sperrengeschoss wurde von Alexander Freiherr von Branca gestaltet (Wettbewerb 1. Preis 1965–1971; 2006; BDA-Preis 1975). Der Marienhof wird aber wohl auch weiterhin Großbaustelle bleiben, da hier ein großer Schacht zum Bau der 2. S-Bahn-Stammstrecke entstehen soll. Bis ca. 2003 hatte auch die U-Bahnleitstelle, die zentrale Steuerungs- und Überwachungsstelle der Münchner U-Bahn, ihre Räume im Bahnhofsbauwerk.

## Sperrengeschoss

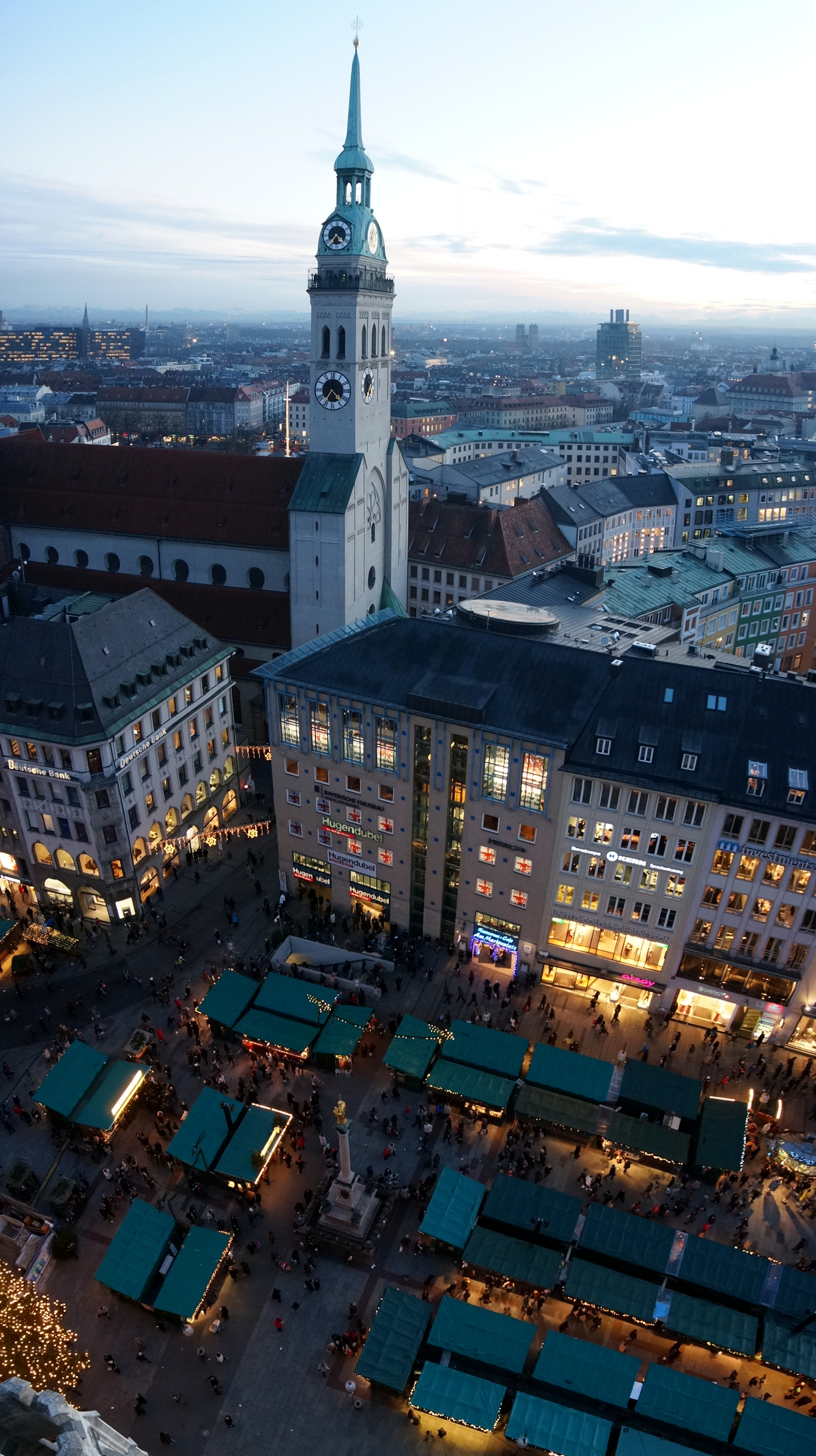
Christkindlmarkt

Das Sperrengeschoss unter dem Marienplatz hat etwa 1700 m². Von hier gelangt man zu den S- und U-Bahn-Bahnsteigen. Im Untergeschoss befinden sich Zugänge zu Kaufhäusern, Imbissbuden und Ticketschalter. Für den Umbau war ein Architekturwettbewerb ausgeschrieben. Am 14. Januar 2011 entschied das Münchner Architektenbüro Allmann Sattler Wappner den Wettbewerb für sich. Der Umbau fand in den Jahren 2012 bis 2015 statt.

## Regelmäßige Veranstaltungen
- Christkindlmarkt vom Freitag vor dem 1. Adventssonntag bis Heiligabend
- Glockenspiel am Neuen Rathaus täglich um 11.00 und 12.00 Uhr sowie von März bis Oktober zusätzlich um 17.00 Uhr
- Schäfflertanz findet alle sieben Jahre statt. Das nächste Mal im Jahr 2026 während der Faschingszeit.

## Sehenswürdigkeiten

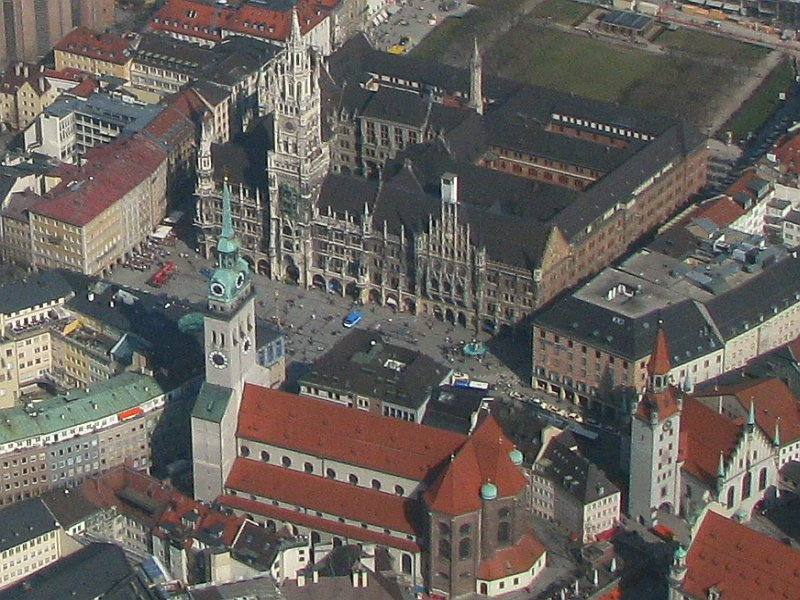
Luftbild des Marienplatzes

- Thomass-Eck, Ehemalige Hauptwache (Marienplatz 1) (François de Cuvilliés der Jüngere, 1769–1771).
- Marienplatz 2
- Neues Rathaus (Marienplatz 8) (Georg von Hauberrisser, 1867–1874, 1888–1893, 1899–1909).
- Altes Rathaus (Marienplatz 15) (Jörg von Halsbach, 1470–1480, 1952–1957, 1971–1977).
- Rathausturm (Marienplatz 15) (Erwin Schleich, 1971–1974)
- Rischarts Backhaus (Marienplatz 18) (Hansjakob Lill, 1954)
- Marienplatz 21, einziges erhaltenes Haus aus der Vorkriegsbebauung des Marienplatzes

## Brunnen und Denkmäler
- Mariensäule (München) (1638)
- Fischbrunnen (Josef Henselmann, 1954, unter Verwendung von Bronzeplastiken von Konrad Knoll, 1862/65)
- Kräutlmarktbrunnen vom Bildhauer Wolf Hirtreiter aus dem Jahr 1972
- Bezaubernde Julia (Am Turm des Alten Rathauses, Replika des Originals des Künstlers Nereo Costantini, Geschenk der Partnerstadt Verona)

Brunnen und Denkmäler am Marienplatz
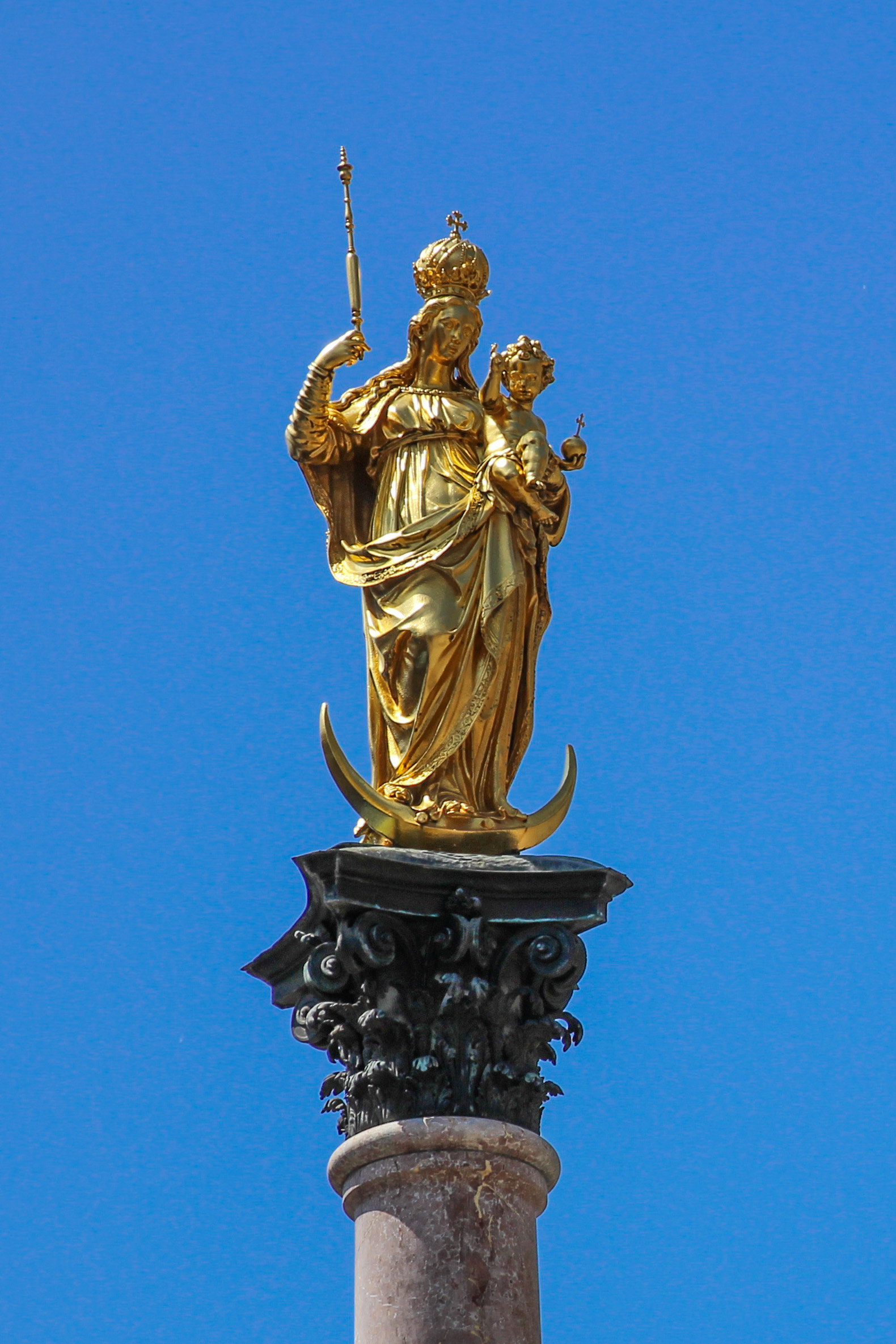
Mariensäule
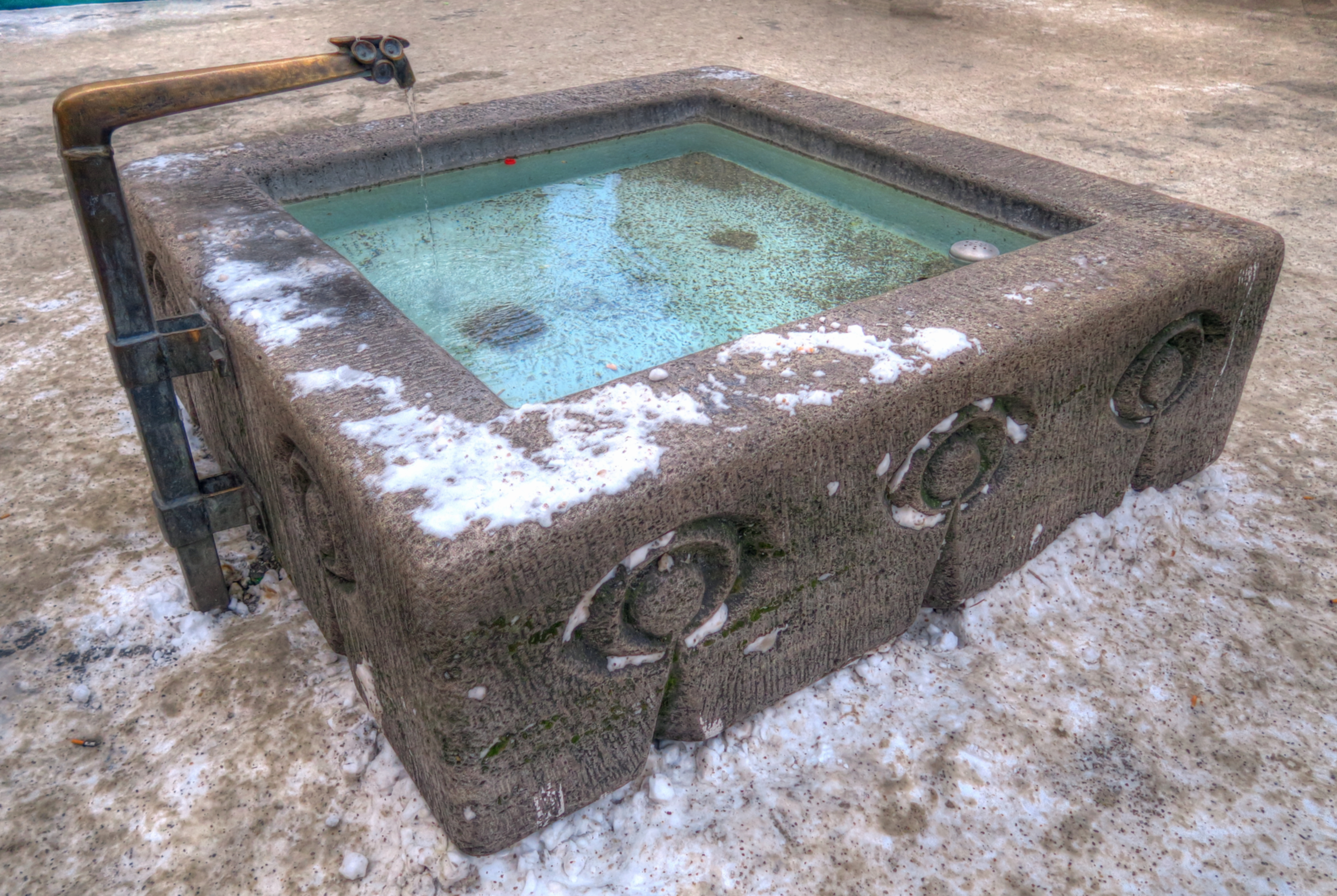
Kräutlmarktbrunnen ⊙
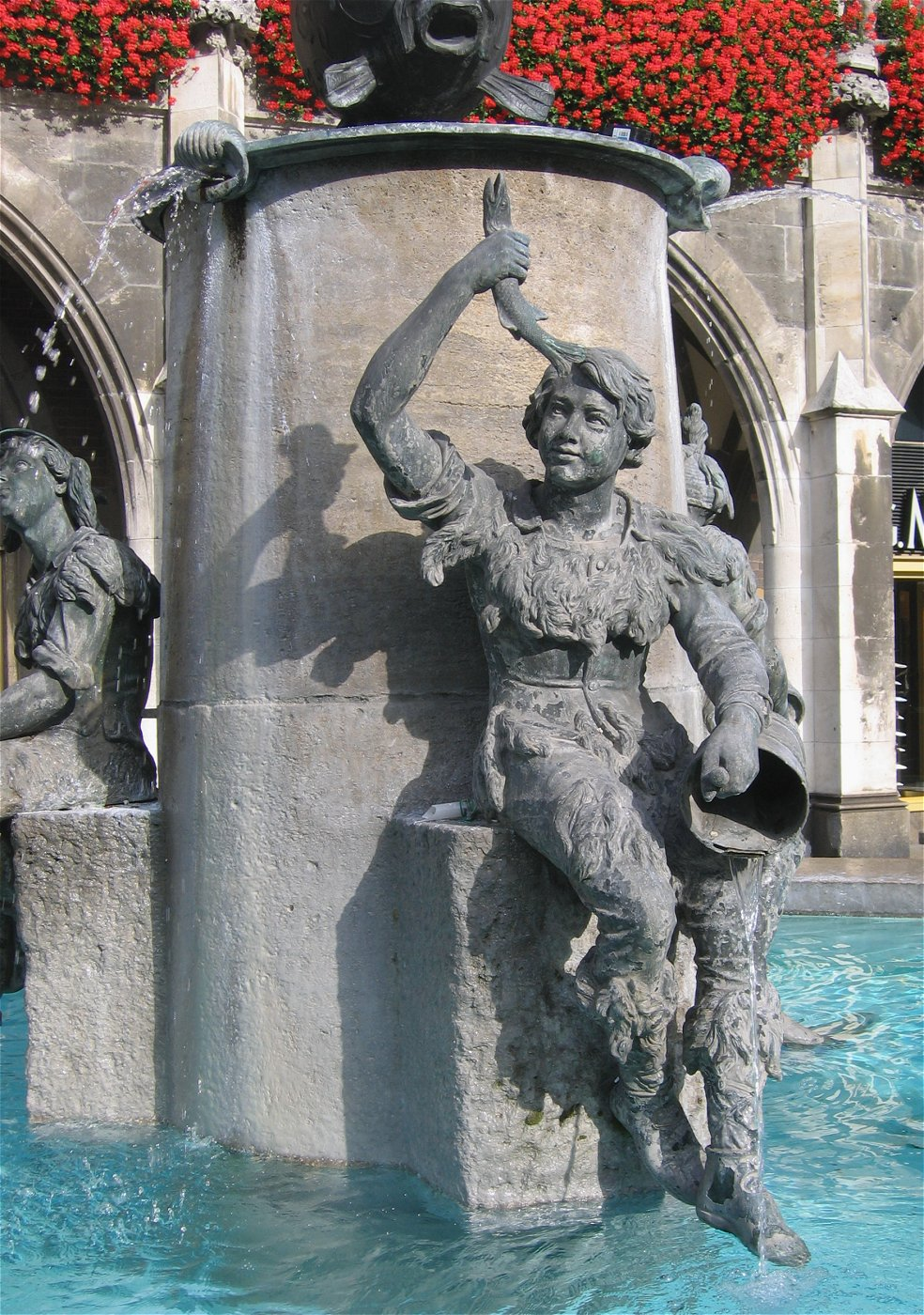
Fischbrunnen
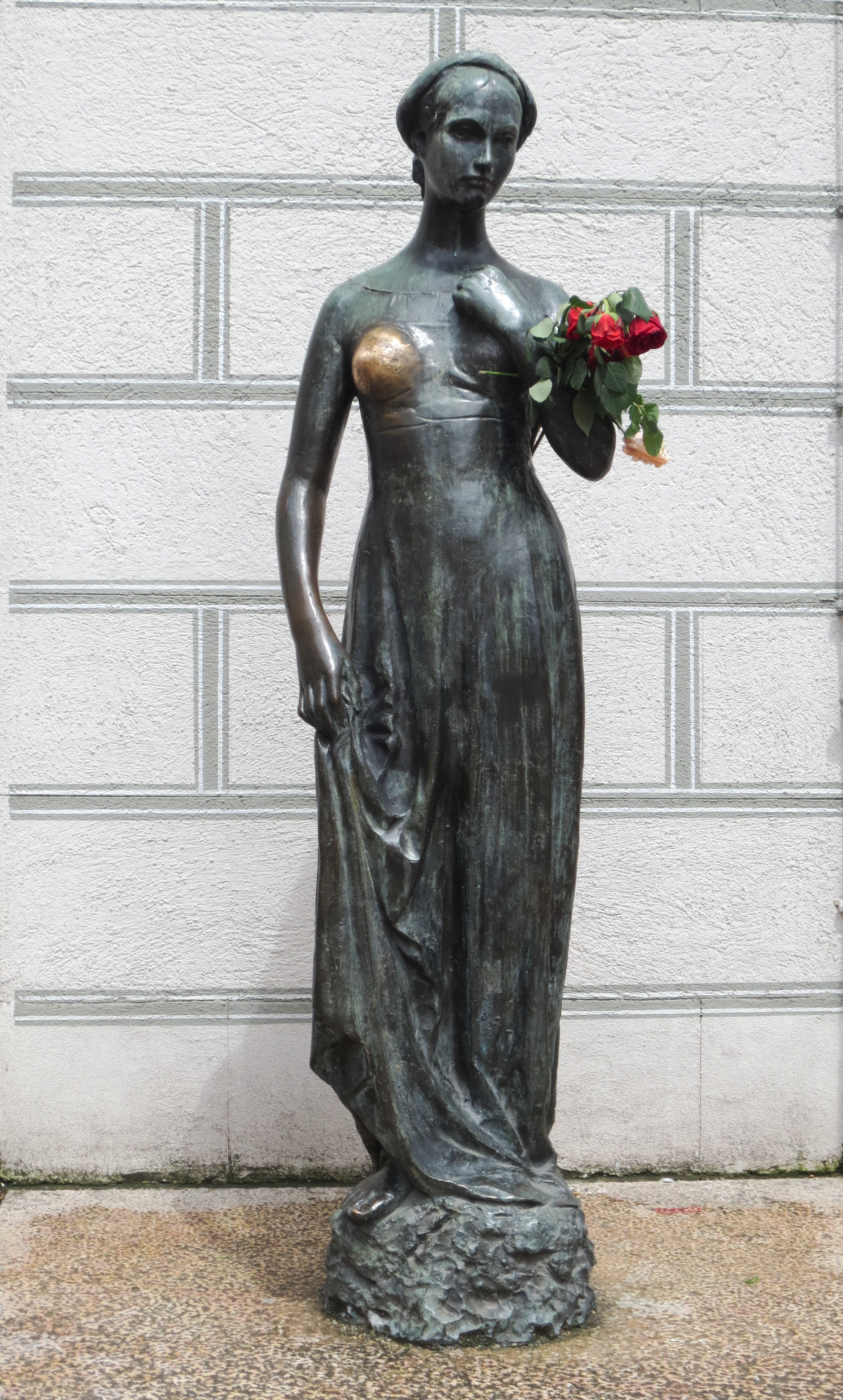
Bezaubernde Julia ⊙

## Sonstiges
- Am Marienplatz gibt es kostenloses WLAN der Stadtwerke München.[3]
- Auf dem Platz werden im Bedarfsfall besondere sportliche Erfolge gefeiert, z. B. finden hier Meisterfeiern des FC Bayern München statt.[4]